# Edokko
Edokko (江戸っ子) (江戸っ子, 'Edokko'?) és un terme japonès emprat per a referir-se a una persona nascuda i criada a Edo (reanomenada Tòquio l'any 1868). El terme es creu que va ser encunyat a Edo a finals del segle xviii, coincidint amb l'aparició d'una nova classe social urbana al Japó, els anomenats chōnin (町人, 'habitants de la ciutat') (町人, 'chōnin'). L'historiador Matsunosuke Nishiyama assenyala que el terme va ser emprat per primera vegada en un Senryū de 1771, i que a partir de llavors altres autors també el van encunyar.
L'investigador Hinako Sugiura va estimar que un 1,25% de la població d'Edo era "Edokko" en l'estricte sentit de la paraula.